# Brimus randalli
Brimus randalli là một loài bọ cánh cứng trong họ Cerambycidae.